# Fabiola Gianotti

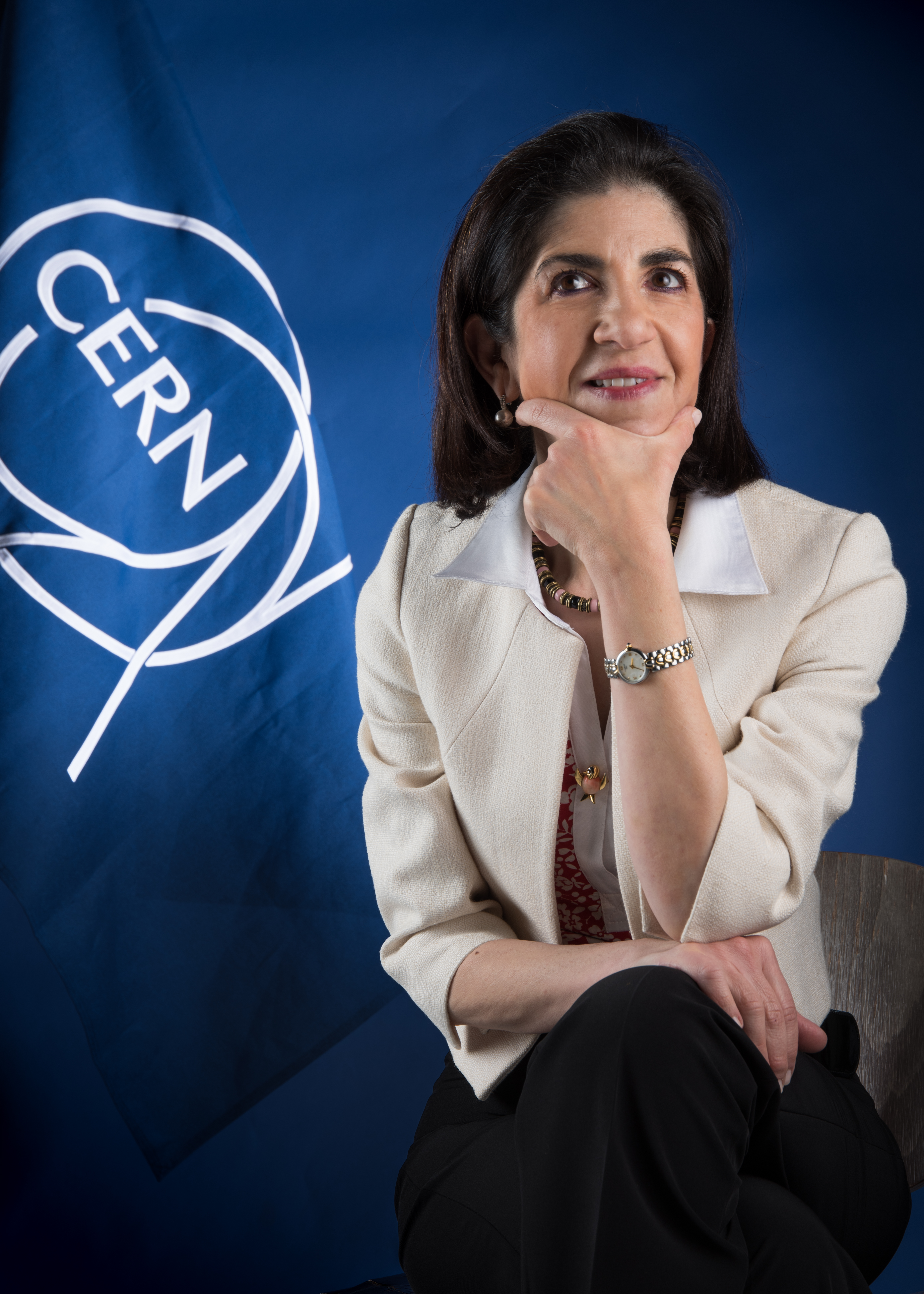
Fabiola Gianotti (2015)

Fabiola Gianotti (* 29. Oktober 1960 in Rom) ist eine italienische experimentelle Teilchenphysikerin und seit 2016 Generaldirektorin des CERN.

## Leben
Gianotti wurde an der Universität Mailand in Teilchenphysik promoviert und war ab 1987 am CERN, wo sie am UA2-Experiment und am ALEPH-Detektor des LEP beteiligt war. Thema ihrer Dissertation 1989 war die Datenanalyse am UA2-Detektor. Ab 1990 befasste sie sich mit Kalorimetern mit flüssigem Argon, was ab 1992 zur Beteiligung am ATLAS-Detektor führte. Ende der 1990er Jahre war sie auch an der Suche nach supersymmetrischen Teilchen am LEP-2-Ring beteiligt. 2009 bis 2013 war sie als Nachfolgerin von Peter Jenni Sprecherin der ATLAS-Kollaboration am Large Hadron Collider (LHC) des CERN. In diese Zeit fiel der vollständige LHC Run-1, insbesondere die Periode des Einlaufens des LHC (November 2009), die Erforschung eines bisher unbekannten neuen Energiebereiches und 2012 die Entdeckung des Higgs-Boson, ein für die Erklärung der Masse wichtiger Bestandteil.
Am 1. Januar 2016 übernahm sie das Amt der Generaldirektorin des CERN von Rolf Heuer. 2019 wurde sie vom Rat des CERN für eine weitere Amtszeit ab dem 1. Januar 2021 ernannt. Dies ist das erste Mal in der Geschichte des CERN, dass eine Generaldirektorin oder ein Generaldirektor zu einer vollen zweiten Amtszeit ernannt wurde. Diese Amtszeit endet turnusgemäß im Dezember 2025, als Nachfolger wurde Mark Thomson bestimmt.
Gianotti ist auch Mitglied im Beratungskomitee mehrerer Forschungseinrichtungen wie dem Fermilab und DESY und gehört zum wissenschaftlichen Beratungsgremium des UN-Generalsekretärs.

## Wirken
2012 war sie eine der Preisträgerinnen des Special Fundamental Physics Prize für die wahrscheinliche Entdeckung des Higgs-Bosons. Ebenfalls 2012 erhielt sie die Goldmedaille der Stadt Mailand und 2013 den Premio Enrico Fermi der italienischen physikalischen Gesellschaft und die Ehrenmedaille des Niels-Bohr-Instituts. 2009 erhielt sie vom italienischen Staatspräsidenten den Titel Commendatore und 2012 den Verdienstorden der Republik Italien (Großoffizier, Cavaliere di Gran Croce dell’ordine al merito della Repubblica). Sie ist korrespondierendes Mitglied der Accademia dei Lincei. Sie ist Ehrendoktor in Uppsala, Oslo, der McGill University und der EPFL in Lausanne. 2013 erhielt sie eine Ehren-Professur an der University of Edinburgh. Im selben Jahr wurde ein Asteroid nach ihr benannt: (214819) Gianotti. 2015 wurde sie in die National Academy of Sciences sowie als Ehrenmitglied in die Royal Irish Academy gewählt, 2016 in die Académie des sciences und in die Academia Europaea, 2018 in die Royal Society, 2019 in die American Philosophical Society (APS) sowie in die Russische Akademie der Wissenschaften. 2017 erhielt sie die Wilhelm-Exner-Medaille, 2018 die Magellanic Premium der APS.
Im September 2020 wurde sie von Papst Franziskus zum ordentlichen Mitglied der Päpstlichen Akademie der Wissenschaften ernannt.